# Rudolf Metter
Rudolf Metter (* 26. August 1903 in Botenwald, Mähren; † 1. August 1972 in Würzburg) war ein deutscher Politiker der SPD. Von 1957 bis 1965 war er Mitglied des Bundestages.

## Leben und Beruf
Nach dem Besuch der römisch-katholischen Bürgerschule absolvierte Metter eine Schlosserlehre. Von 1922 bis 1924 war er Soldat, danach arbeitete er bis zum Ausbruch des Zweiten Weltkrieges, in dem er erneut Soldat war, in Botenwald als Schlosser. 1946 wurde er aus der Tschechoslowakei ausgewiesen und ließ sich als Heimatvertriebener in Unterfranken nieder, wo er in Ebern erneut als Schlosser tätig war. Seit 1948 war er an seiner Arbeitsstelle Mitglied des Betriebsrates, dessen Vorsitzender er 1949 wurde.
Metter war verheiratet und hatte zwei Kinder. Nach ihm ist die Rudolf-Metter-Straße in Ebern benannt.

## Partei
Metter beantragte am 1. Januar 1939 die Aufnahme in die NSDAP und wurde rückwirkend zum 1. November 1938 aufgenommen (Mitgliedsnummer 6.684.905). Er schloss sich nach dem Zweiten Weltkrieg der SPD an. 1952 wurde er zum Kreisvorsitzenden im Landkreis Ebern und zum stellvertretenden Vorsitzenden des Unterbezirks Bamberg gewählt.

## Abgeordneter
Metter war seit 1952 Stadtrat in Ebern und Mitglied des Kreistages im Landkreis Ebern. Von 1957 bis 1965 gehörte er dem Deutschen Bundestag an.